# Beeswax: Some B-Sides 1977—1982
Beeswax: Some B-Sides 1977—1982 — сборник песен британской рок-группы XTC, выпущенный в ноябре 1982 году лейблом Virgin Records. Изначально он был выпущен в качестве «бесплатного бонусного альбома» в комплекте с сборником синглов Waxworks: Some Singles 1977–1982, выпущенным на стороне A.

## Отзывы
| Оценки критиков                   | Оценки критиков |
| Источник                          | Оценка          |
| --------------------------------- | --------------- |
| AllMusic                          | [ 2 ]           |
| The Encyclopedia of Popular Music | [ 3 ]           |
| Spin Alternative Record Guide     | 3/10            |

Альбом получил положительные отзывы музыкальной критики и интернет-изданий. Trouser Press посчитал альбом «не бессмертной музыкой, но, как всегда, изобретательным и, безусловно, непретенциозным». В ретроспективном обзоре AllMusic отметил, что, хотя би-сайды XTC были «часто столь же увлекательны, как и а-сайды, их добавление к компакт-дискам в качестве бонус-треков теперь делает эту коллекцию излишней».

## Список композиций
Слова и музыка всех песен — Andy Partridge, кроме указанных.
| №  | Название                 | Автор(ы)       | Оригинальный релиз                       | Длительность |
| -- | ------------------------ | -------------- | ---------------------------------------- | ------------ |
| 1. | «She’s So Square»        |                | 3D EP, 1977                              | 3:06         |
| 2. | «Dance Band»             | Colin Moulding | 3D EP                                    | 2:40         |
| 3. | «Hang On to the Night»   |                | B-side из «Statue of Liberty», 1978      | 2:12         |
| 4. | «Heatwave»               | Moulding       | B-side из «This Is Pop?», 1978           | 2:09         |
| 5. | «Instant Tunes»          | Moulding       | B-side из «Are You Receiving Me?», 1978  | 2:32         |
| 6. | «Pulsing Pulsing»        |                | B-side из «Making Plans for Nigel», 1979 | 1:37         |
| 7. | «Don’t Lose Your Temper» |                | B-side из «Generals and Majors», 1980    | 2:33         |
| 8. | «Smokeless Zone»         | Moulding       | B-side из «Generals and Majors»          | 3:50         |

| №   | Название                            | Автор(ы) | Оригинальный релиз                        | Длительность |
| --- | ----------------------------------- | -------- | ----------------------------------------- | ------------ |
| 9.  | «The Somnambulist»                  |          | B-side из «Ten Feet Tall», 1979           | 4:31         |
| 10. | «Blame the Weather»                 | Moulding | B-side из «Senses Working Overtime», 1982 | 3:40         |
| 11. | «Tissue Tigers (The Arguers)»       |          | B-side из «Senses Working Overtime»       | 3:57         |
| 12. | «Punch and Judy»                    |          | B-side из «Ball and Chain», 1982          | 2:44         |
| 13. | «Heaven Is Paved With Broken Glass» |          | ремикс; оригинал из «Ball and Chain»      | 4:25         |